# ネサニエル・ミッチェル＝ブレーク
ネサニエル・ミッチェル＝ブレーク（Nethaneel Mitchell-Blake、1994年4月2日 ‐ ）は、イギリス出身の陸上競技選手。
陸上競技の専門は短距離走。
100mで9秒99、200mで19秒95の自己ベストを持つ。